# زنبق‌های چینی
زنبق‌های چینی (نام علمی: Iris ser. Chinenses) نام یک series از زیرسرده زنبق‌های دریاچه‌ای است.